# Mihail Pavel

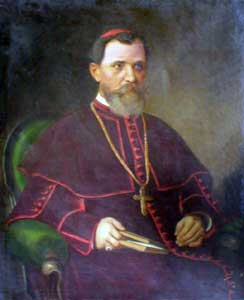
Bischof Mihail Pavel

Mihail Pavel (* 6. September 1827 in Lénárdfalva, damals im Komitat Sathmar, Ungarn, heute in Rumänien; † 1. Juni 1902) war Bischof von Oradea Mare (Großwardein) der Rumänischen griechisch-katholischen Kirche.

## Leben
Mihail Pavel, Sohn des Lehrers und Kirchenmusikers Konstantin Pavel und Maria geb. von Ardeleanu, besuchte die Schule in Satu Mare und das Gymnasium in Košice. Er studierte am St.-Barbara-Institut in Wien musste aber wegen der Rumänischen Revolution von 1848 in sein Heimatland zurückkehren. Sein Studium konnte er in Ungvar fortsetzen und beenden. Am 14. März 1852 wurde er zum Diakon und am 21. März 1852 zum Priester geweiht.
Am 11. September 1872 wurde Mihail Pavel zum Bischof von Gherla gewählt. Papst Leo XIII. bestätigt am 23. Dezember 1872 diese Wahl. Konsekriert wurde er am 26. Januar 1873 durch Ioan Vancea, dem Erzbischof von Făgăraş und Alba Iulia in der Kathedrale von Blaj. Am 23. Februar 1873 wurde er in der Kathedrale von Gherla in sein Bistum installiert. Er organisierte die Verwaltung des Bistums und ordnete Pfarreien und Dekanate.
Am 29. Januar 1879 wurde Mihail Pavel zum Bischof von Oradea Mare (Großwardein) gewählt und am 16. März 1863 von Papst Leo XIII. bestätigt. Die feierliche Installation fand am 8. Juni 1879 in der Kathedrale St. Nikolaus in Oradea statt. Die Organisation des Bistums war seine erste Aufgabe. Er renovierte die Kathedrale, baute ein Internat für Knaben und errichtete eine bürgerliche Mädchenschule mit Internat.